# Vestalaria miao
Vestalaria miao – gatunek ważki z rodziny świteziankowatych (Calopterygidae). Występuje w południowych Chinach (w tym na wyspie Hajnan) oraz w północnym Wietnamie.
Gatunek ten opisali (pod nazwą Vestalis miao) w 2001 roku Keith D.P. Wilson i G.T. Reels na łamach czasopisma „Odonatologica”. Holotyp to samiec odłowiony w Diaoluoshan na wyspie Hajnan. Paratypy to trzy samce i samica odłowione w Diaoluoshan i Niujialin. Wszystkie okazy (w tym holotyp) odłowiono w maju 1999 roku.